# Antropomorfizmus

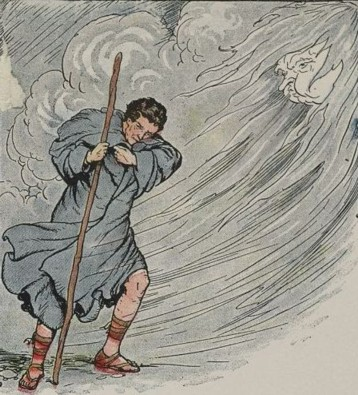
Az antropomorf északi szél egy utazó kabátját próbálja letépni Aiszóposz Az északi szél és a Nap című meséjében.

Az antropomorfizmus az emberi tulajdonságok, érzelmek vagy szándékok nem emberi entitásokhoz (állatok, növények, természetfeletti lények, élettelen tárgyak) való hozzárendelése.
Az 1700-as években létrehozott kifejezés, amely élő vagy élettelen dolgok, jelenségek vagy elvont fogalmak emberi (vagy kizárólagosan emberinek hitt) tulajdonságaira utal. Ilyen eset az, ha állatokat, növényeket, vagy természeti erőket, például a szelet, esőt, vagy a Napot emberi indítékokkal ruházzák fel, vagy épp a gondolkodás és a beszéd képességével. 
Azokban a kultúrákban, ahol a művészeteknek és meséknek komolyabb hagyománya van, szorosan összefonódik velük az antropomorfizmus. Szinte minden kultúra rendelkezik olyan mondákkal, történetekkel, ahol antropomorf állatok és egyéb szereplők emberként viselkednek.
A szó teológiai értelemében az antropomorfizmus olyan emberi kép vagy szólás, amely segítségével a transzcendens Istenről alkotott fogalmat fejezünk ki. Ezért az antropomorfizmust általában csak ott emlegetik, ahol a vallás valóban szellemi, transzcendens Istenhez igazodik. A primitív és az őskori/ókori népek, mitológiák istenei fölnagyított emberek. Legjobban kimutatható ez a görög-római mitológiában, ahol az istenek erkölcsi világa sem múlja fölül az emberekét. Az antropomorfizmus ismeretelméleti gyökere az, hogy Isten transzcendens világát csak tapasztalati világunkon keresztül közelíthetjük meg, és csak emberi kifejezésekkel beszélhetünk róla. A hívő az ilyen kifejezésmód jogát és határait abból vezeti le, hogy az ember Isten képmása.

## Etimológia
A szó a görög ἄνθρωπος (anthróposz: ember) és μορφή (morphé: alak) szóból alakult ki.

## A Bibliában
A Biblia is használja azt a módszert, hogy Istenről antropomorfizmusokban beszél. Isten személyességét, cselekvő magatartását csak úgy érzékeltetheti, ha az emberhez hasonlítja. Beszél Isten arcáról, szeméről, füléről, kezéről, útjairól, lábáról. Ezekkel nem Isten alakját akarja megrajzolni, hanem azt a módot, ahogy Isten az emberre hat. Az antropomorfizmusok magát Istent nem ábrázolják. A prófétai látomások sem mutatják be alakját, hanem inkább az emberre gyakorolt hatást érzékeltetik. A szemita szellemiséget ugyanis nem a külső alak és a tagok érdeklik, hanem inkább azok funkciója. Ezért pl. Izajás könyvében azt olvassuk, hogy a hegyek ujjongnak és a fák tapsolnak kezükkel (55,12). Amikor a prófétai irodalom emberi módon beszél Istenről, nem vizuális képet ad róla, hanem egész lényegét, személyiségét akarja kifejezni, mint ahogy az egyes tagok is a tevékenység, a sajátságok kifejezői. Isten személyességét legjobban az világítja meg, hogy ő a szuverén cselekvő, a világ teremtője, a történelem irányítója, és az ember is azáltal az ő képe, hogy uralma alá hajthatja a földet (Ter 1,26-28). Isten személyességét még közelebb hozzák azok a képek, amelyek tevékenységét részletezik: lát, hall, beszél, nevet, haragszik, kiengesztelődik. De az emberi magatartás csak azért lehet összehasonlítási eszköz, mert mögötte van a szellemi tudat, a személyesség. Jahvéra nem lehet állati ábrázolást alkalmazni. Az Ószövetség nem feledkezik meg arról, hogy Isten és az ember között végtelen a távolság (Ter 18,17; Kiv 3,5; Iz 28,29). Az antropomorfizmust a próféták is átvették, mert nem láttak benne veszélyt az istenfogalomra vonatkozóan. Csak a teológiai reflexió és a nép gondolkodásának irányítása vezette a későbbi görög és arám fordítókat abban, hogy hellyel-közzel enyhítsék azokat a kifejezéseket, amelyek a tiszta transzcendenciát veszélyeztethették. Az Újszövetségből visszatekintve az antropomorfizmusban a megtestesülés előkészítését is megláthatjuk.

## Az antropomorfizmus filozófiai és teológiai alapjai
Az antropomorfizmus ismeretelméleti és teológiai értékelésénél tudnunk kell, hogy minden fogalmunk sajátosan emberi, azért kíséri az érzékelhető kép, hiszen minden ismeretünk szemlélet, azaz emberi látás. S mivel Isten saját képe hiányzik, azért teremtett képben konkretizáljuk hatását és sajátságait. De azt is tudjuk, hogy még a legelvontabb fogalmakat vagy képeket sem vihetjük át közvetlenül Istenre, hiszen ezekben a fogalmakban is benne van a képszerű elemeknek és a szellem transzcendens megsejtésének valamilyen szintézise. Így minden fogalomban ott rejtőzik egy szempont, amely Istennek egészen más voltára utal. A képek használatának alapja a metafizikai analógia (analogia entis), amely fennáll a Teremtő és a teremtett világ között. A képek azt érzékeltetik, hogy a felfoghatatlant ismerjük meg, hogy a végtelenül messze levő van itt, és kapunk valamilyen benyomást abszolút személyességéről, szellemiségéről, szabadságáról. Ezért joggal állíthatjuk a negatív teológiával és a dialektikus teológiával szemben, hogy Isten létéről pozitív kijelentéseket is tehetünk, de ezt az analóg ismeretet mindig új és új tagadással kell Istenhez hozzáigazítani. Az emberi fogalom a maga térhez és időhöz kötöttsége miatt mindig történelmi tapasztalathoz kapcsolódik, de az ember mint ennek az ismeretnek a birtokosa tudatában van saját antropomorfizmusainak, és éppen ezzel emelkedik föléjük és jut közelebb Isten titkához. A metafizikai istenfogalom is így alakult ki. Ezért az üdvtörténeti tapasztalás valóban lényegi vonásokkal tölti ki a metafizikai fogalmat, nem pedig csupán jeleket (Jaspers: chiffre) vagy mitikus képeket (Bultmann) közöl. Az antropomorfizmus magyarázatánál tehát mindig gondolni kell Isten abszolút szellemiségére, végtelenségére, változhatatlanságára, mindenütt jelenvalóságára és szuverenitására. Azért pl. ha arról van szó, hogy ő megharagszik és kiengesztelődik, nem maga változik, hanem mi vetítjük bele a hozzánk való viszony változását.

## Fordítás
Ez a szócikk részben vagy egészben az Anthropomorphism című angol Wikipédia-szócikk ezen változatának fordításán alapul.  Az eredeti cikk szerkesztőit annak laptörténete sorolja fel. Ez a jelzés csupán a megfogalmazás eredetét és a szerzői jogokat jelzi, nem szolgál a cikkben szereplő információk forrásmegjelöléseként.